# La Zarza-Perrunal
La Zarza-Perrunal es un municipio español situado en la provincia de Huelva, en la comunidad autónoma de Andalucía, que comprende las históricas localidades de La Zarza y Perrunal, desde que se aprobó su segregación en 2018. Con anterioridad estas habían pertenecido al municipio de Calañas.
El municipio forma parte de la comarca de El Andévalo aunque está situado a los pies de la Sierra de Huelva. El municipio cuenta con una población de 1189 habitantes (INE 2024). Su extensión es de 44.71 km² y se sitúa a una altitud de 260 metros sobre el nivel del mar.

## Geografía física
En pleno centro de la provincia de Huelva, al noroeste de Calañas, internándose en término municipal de Almonaster la Real, en pleno inicio de sierra.

### Ubicación
| Noroeste: Lomero                   | Norte: Valdelamusa | Noreste: Cueva de la Mora |
| Oeste: El Cerro de Andévalo        |                    | Este: Zalamea la Real     |
| Suroeste: Villanueva de las Cruces | Sur: Calañas       | Sureste: El Buitrón       |

## Historia
Las minas que se encuentran en el municipio fueron explotadas durante la Antigüedad por los tartesios y los romanos. El nombre de Silos de Calañas puede provenir por la multitud de pozos que se encuentran a los que se les conoce en la región como «silos». Destacan los socavones de un posible origen romano, Tarín el de la Algaida, llamado así por el lugar en que se encuentra la entrada, y en el sur el socavón de Los Cepos. Con posterioridad los yacimientos permanecieron inactivos durante siglos. Se tiene constancia de una petición, fechada en 1574, para trabajar dos filones en el Cabezo de los Silos.
En el año 1853 se otorgan al ingeniero Ernest Deligny unas concesiones que comprendían la mina de Perrunal y la zona Poniente del grupo Tharsis. La compañía francesa a la cual pertenecía Deligny trabajó entre 1853 y 1866. En 1866 se arrendan las concesiones a The Tharsis Sulphur and Copper Company, con residencia en Glasgow, que durante varias décadas explotará los yacimientos de la zona. A finales de siglo «Tharsis» vende la concesión Perrunal a la Sociedad Francesa de Piritas de Huelva. A finales del siglo XIX se inauguró un ramal que enlazaba con la vía general del ferrocarril de Tharsis, permitiendo así la conexión de las instalaciones de la mina de La Zarza con la ría de Huelva. Por su parte, la mina de Perrunal fue conectada con la línea Zafra-Huelva a través de un pequeño ramal de ancho ibérico que llegaba hasta la estación de El Cerro de Andévalo; el trazado estuvo en servicio entre 1901 y 1969.
Los primeros pobladores del municipio procedían de Calañas, El Cerro de Andévalo, y otras poblaciones cercanas, así como de Galicia y Portugal. Las casas de Perrunal se ordenaban en grupos desde la A a hasta la Z, con un total de 29 grupos y 627 viviendas que en total se estima que podían albergar a 1500 personas. La instalación de alumbrado público se llevó a cabo 1930; hasta la fecha solo había luz eléctrica en la mina. En 1974 se instalan cañerías de desagüe y tuberías. La actividad económica de la zona entró en declive durante la segunda mitad del siglo XX, con el progresivo cierre de las minas.

## Demografía
| Gráfica de evolución demográfica de La Zarza-Perrunal entre 2021 y 2021                                             |
| |
| Población de derecho según los censos de población del INE Población de hecho según los censos de población del INE |

| Gráfica de evolución demográfica de La Zarza-Perrunal entre 2019 y 2023 |
|                                                                         |
| Población a 1 de enero según el padrón municipal del INE                |

## Organización político-administrativa
La Zarza-Perrunal cuenta con 1267 habitantes, de los cuales 627 son mujeres y 640 son hombres.
El alcalde del municipio es Juan Antonio Domínguez Páez  (GIZP).

## Patrimonio y monumentos

### Patrimonio civil
- Casa Dirección en La Zarza (ss. XIX-XX). Antiguas oficinas de la compañía de Tharsis.
- Casino de La Zarza (s. XIX). Antiguo club social para los mineros.
- Casino del Perrunal (s. XX). Antiguo club social para los mineros.
- Núcleo urbano de La Zarza (ss. XIX-XX). Antiguo poblado minero.
- Núcleo urbano del Perrunal (s. XX). Antiguo poblado minero.
- Teatro de La Zarza (s. XX). Edificio con fines culturales.

### Patrimonio minero-industrial

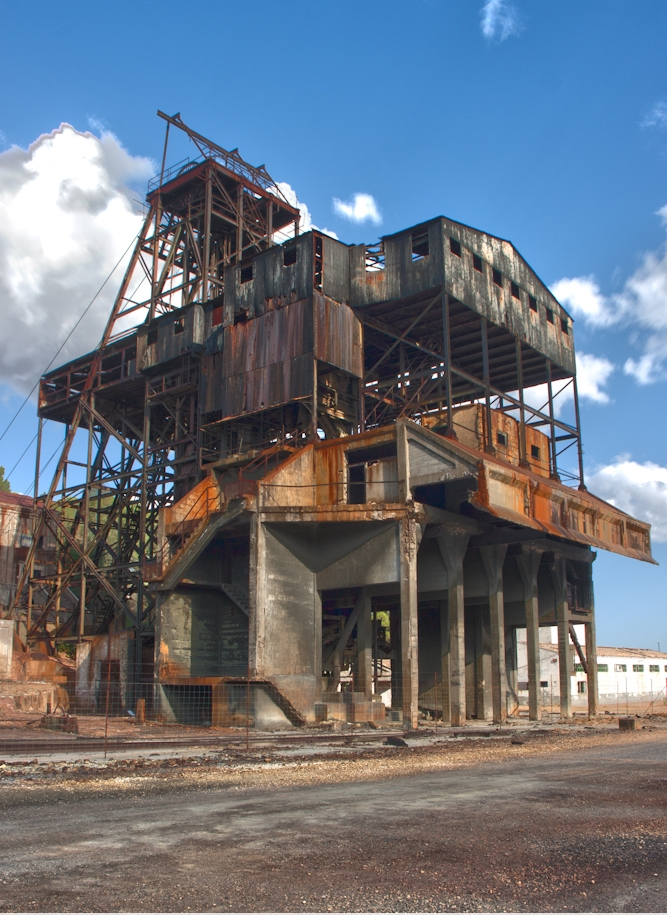
Malacate del Pozo Algaida.

- Canaleos de La Zarza (s. XIX). Antiguas instalaciones mineras.
- Cargadero y trituradora del Perrunal (ss. XIX-XX). Antigua instalación minero-industrial.
- Corta de los Silos (ss. XIX-XX). Explotación minera a cielo abierto, actualmente inactiva.
- Depósito de agua de la mina del Perrunal (s. XIX). Antigua instalación minera.
- Estación eléctrica de la mina del Perrunal (s. XIX). Antigua central de electricidad.
- Estación eléctrica de La Zarza (s. XIX). Subestación eléctrica de la compañía de Tharsis.
- Estación de La Zarza (s. XIX). Antigua estación perteneciente al ferrocarril de Tharsis.
- Ferrocarril minero del Perrunal (s. XX). Antiguo trazado ferroviario.
- Pozo n.º 4 de La Zarza (s. XX). Antigua instalación minera, actualmente inactiva.
- Pozo n.º 5 de La Zarza (s. XX). Antigua instalación minera, actualmente inactiva.

### Patrimonio religioso
- Iglesia del Sagrado Corazón de Jesús (s. XX). Iglesia parroquial del núcleo de La Zarza.
- Iglesia del Buen Pastor (s. XX). Iglesia parroquial del núcleo de El Perrunal.

## Cultura

### Festivos
- Pascua: Domingo de Resurrección;
- Velada: Feria del pueblo (La Zarza), a mediados de julio;
- Verbena: Feria del pueblo (Perrunal), a mediados de agosto;
- Santa Bárbara: 4 de diciembre.

### Gastronomía
En La Zarza-Perrunal son muy comunes platos típicos de la zona de El Andévalo y la Sierra de Huelva ya que la mayoría de habitantes descienden de otros municipios de estas comarcas. Sin duda alguna destacan como materias primas: dentro de las setas; los conocidos popularmente como gurumelos, níscalos o rebellones, tontullos y turmas; y las carne de caza como perdices, conejos y jabalíes. Entre los platos típicos podemos destacar:
- Potajes con gurumelos o calabazas.[11]
- Migas.
- Gazpacho de invierno.
- Ensalada de orégano.
- Poleá.
- Pestiños.
- Rosas de miel (populares en el resto de la comarca).
- Picadillo o Salmorejo (se suele cocinar para los días de convivencia en el Domingo de Pascua).[12]